# Parc Safari de Beekse Bergen

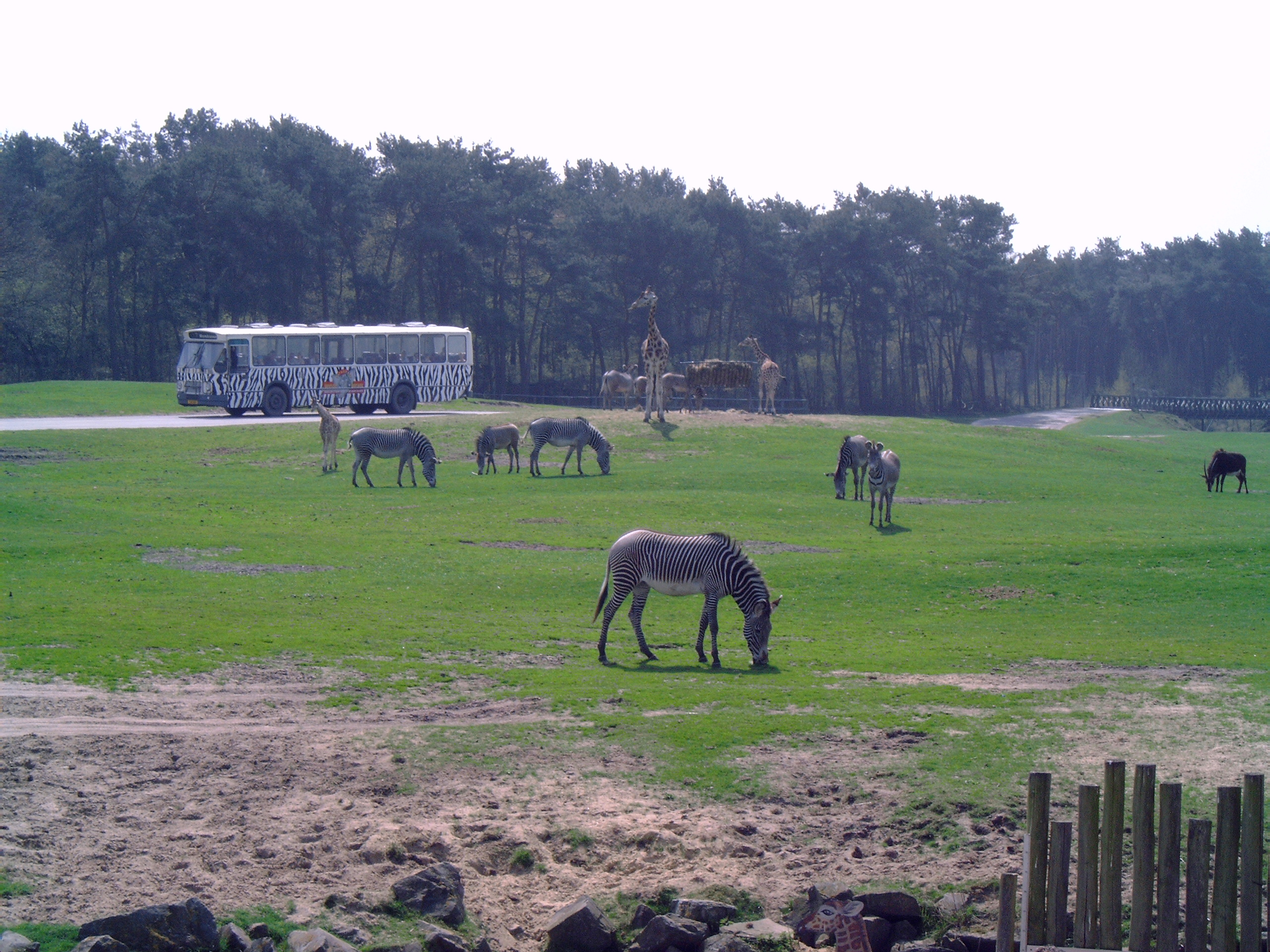
Zona oberta al Parc Safari Beekse Bergen

El Parc Safari de Beekse Bergen és un parc zoològic que es troba entre les ciutats de Tilburg i Hilvarenbeek, a la província del Brabant del Nord (Països Baixos). És el parc zoològic més extens del Benelux. Està en mans de Libéma Exploitatie BV. Hi ha més de 150 espècies d'animals, des de petits mamífers petits fins a grans ocells. A les extenses zones obertes hi ha zebres, girafes i estruços. També hi ha lleons, rinoceronts, elefants i guepards. El safari es pot fer de diverses maneres: a peu, amb cotxe, amb autobús i amb vaixell. Des de fa alguns anys, també és possible fer el safari amb canoa en grup. Els diferents tipus de safari també es poden combinar.
El safari amb cotxe va suscitar bastant polèmica, sobretot perquè hi ha visitants que no compleixen les regles. No es permet donar menjar als animals per evitar malalties o morts, ni abandonar el cotxe. Les dues regles sovint són ignorades. És per això que algunes espècies estan separades del públic amb tanques. Malgrat aquestes mesures, el març del 2012 hi va haver un accident amb uns guepards que van atacar un nen perquè estava caminant pel parc amb els seus pares (tot i que no és permès).

## Objectius
El Parc Safari de Beekse Bergen té diversos objectius. Vol contribuir a la conservació de la natura i, per aconseguir-ho, fa el següent: 
- Conservació d'animals en perill d'extinció
- Educació
- Recerca científica
- Participació activa a escala mundial en programes de conservació de la natura

Per aconseguir aquests objectius, el parc participa en algunes associacions:
- L'Associació Neerlandesa de Parcs Zoològics (NVD)
- L'associació Stichting Dierentuinen Helpen (SDH), el fons de conservació de la natura de l'NVD
- L'Associació Europea de Parcs Zoològics i Aquaris (EAZA)

El parc safari de Beekse Bergen participa activament en programes de conservació de la natura per: 
- Gossos salvatges africans a Zimbabwe
- Tigres siberians a Sibèria
- Guepards a Namíbia
- Ibis ermitans al Marroc